# Elektra (Plejada)
Elektra (gr. Ἠλέκτρα Eléktra, łac. Electra) – w mitologii greckiej nimfa, jedna z siedmiu Plejad.
Uchodziła za córkę tytana Atlasa i Okeanidy Plejone (lub Okeanidy Ajtry). Była siostrą Alkione, Kelajno, Mai, Merope, Sterope, Tajgete, a także Hiad i Hyasa. Urodziła trzech synów: Dardanosa (ze związku z bogiem Zeusem), założyciela królewskiej dynastii w Troi, Jazjona i Emationa (według niektórych źródeł).
Mityczna Elektra jest identyfikowana z gwiazdą Elektrą w Plejadach, w gwiazdozbiorze Byka. Na niebie sąsiaduje z Hiadami (gromadą otwartą gwiazd w gwiazdozbiorze Byka) i konstelacją Oriona, które są z nią mitologicznie powiązane.